# Michael Hart (futbolista)
Michael Hart (Bellshill, Escocia, 10 de febrero de 1980) es un futbolista escocés. Juega de defensa y su actual equipo es el St. Johnstone FC de la Premier League de Escocia.

## Clubes
| Club              | País       | Año       |
| ----------------- | ---------- | --------- |
| Aberdeen FC       | Escocia    | 1998-2000 |
| Livingston FC     | Escocia    | 2000-2003 |
| Aberdeen FC       | Escocia    | 2003-2008 |
| Preston North End | Inglaterra | 2008-2010 |
| Hibernian FC      | Escocia    | 2010-2012 |
| St. Johnstone FC  | Escocia    | 2012-     |

## Palmarés

### Campeonatos nacionales
| Título                      | Club          | País    | Año  |
| --------------------------- | ------------- | ------- | ---- |
| Primera División de Escocia | Livingston FC | Escocia | 2001 |